# Ghoulies (seria filmów)
Ghoulies – amerykański cykl komediowych filmów grozy z lat 1985-1994, opowiadających o małych, obrzydliwych i niebezpiecznych demonach sprowadzonych na ziemię z piekła, za pomocą czarnej magii.
Na cykl składają się:
- Ghoulies (1985)
- Ghoulies II (1987)
- Ghoulies w koledżu (1991)
- Ghoulies IV (1994)